# Меєріште
Меєріште (рум. Măeriște) — село у повіті Селаж в Румунії. Адміністративний центр комуни Меєріште.
Село розташоване на відстані 410 км на північний захід від Бухареста, 24 км на північний захід від Залеу, 86 км на північний захід від Клуж-Напоки.

## Населення
За даними перепису населення 2002 року у селі проживали 805 осіб. Рідною мовою 800 осіб (99,4%) назвали румунську.
Національний склад населення села:
| Національність | Кількість осіб | Відсоток |
| -------------- | -------------- | -------- |
| румуни         | 791            | 98,3%    |
| цигани         | 9              | 1,1%     |